# Abd ar-Rahman II
Abd ar-Rahman II, Abū l-Mutarraf `Abd ar-Rahmān ibn al-Hakam (ur. 792 w Toledo, zm. 22 września 852 w Kordobie) - czwarty emir z dynastii Umajjadów w Hiszpanii, emir Kordoby w latach 822-852. Był synem al-Hakama I. 

## Życiorys
Abd ar-Rahman II był mecenasem kultury i sztuki. W okresie jego panowania na dworze kordobańskim działał Zirjab, arabski muzyk, astronom i geograf mający duży wpływ na gust swojego opiekuna. 
W wyniku oddziaływania stolicy emiratu na kulturę hiszpańską na Półwyspie Iberyjskim wytworzył się nowy styl nazywany mozarabskim. Doszło również do arabizacji części autochtonicznego społeczeństwa al-Andalus (głównie elit chrześcijańskich), którą to grupę w późniejszych czasach nazywano Mozarabami.
Abd ar-Rahman II był opiekunem berberyjskiego teologa islamskiego Jahji Ibn Jahji. Pod jego wpływem emir przyjął doktrynę malikicką, która w późniejszym czasie rozprzestrzeniła się wśród muzułmanów w Andaluzji.
W sprawach wewnętrznych państwa zreformował administrację opierając się na wzorcach sasanidzkich. Toczył również spór z biskupem Kordoby, Eulogiuszem, który namawiał swoich wiernych do dobrowolnego męczeństwa za wiarę. Aby zapobiec temu zjawisku Abd ar-Rahman II zwołał sobór potępiający naukę Eulogiusza. 
W okresie jego panowania w 844 roku doszło do pierwszego najazdu Normanów na Półwysep Iberyjski (zaatakowane były m.in. Sewilla i Lizbona).